# Il richiamo della foresta (film 2020)
Il richiamo della foresta (The Call of the Wild) è un film del 2020 diretto da Chris Sanders e interpretato da Harrison Ford.
Il film è la quinta trasposizione cinematografica dell'omonimo romanzo scritto da Jack London.

## Trama
In California, alla fine del '800, il grosso cane Buck vive nella villa di un giudice. Rapito per essere venduto come cane da slitta per i cercatori d'oro del Klondike, Buck si ritrova in Alaska, rinchiuso in gabbia e addestrato alla legge del bastone. Acquistato da un francese che consegna la posta negli avamposti dei cercatori d'oro, entra in una muta di cani e in poco tempo, coraggioso e possente, ne diventa il capo.
Quando però il postino perde il lavoro, viene acquistato da un feroce viaggiatore in cerca di fortuna, che a causa del suo egoismo rischierà di far perdere la vita ai suoi compagni (i cani fuggiranno una notte, abbandonandolo), mentre Buck verrà salvato dall'eremita John Thornton. Al fianco di John, Buck trova finalmente un amico con il quale spingersi nelle profondità delle terre selvagge. Qui sentirà sempre più forte il richiamo della foresta e si unirà a un branco di lupi, senza però dimenticare l'affetto per il suo anziano padrone.

## Produzione
Nell'ottobre 2017 la 20th Century Fox annuncia di lavorare ad una trasposizione cinematografica del romanzo di Jack London, che sarà ambientato alla fine dell'800 durante la corsa all'oro del Klondike. Chris Sanders viene ingaggiato come regista del film insieme a Michael Green in veste di sceneggiatore. Nel luglio 2018 viene annunciato che Harrison Ford e Dan Stevens sono i protagonisti del film, ai quali, in settembre, si uniscono anche Omar Sy e Karen Gillan. Le riprese iniziano nel settembre dello stesso anno e si svolgono nella città di Santa Clarita (California) e in Canada, mentre gli animali sono realizzati con tecnologia digitale.
Il budget per la realizzazione del film è stato di 135 milioni di dollari.

## Distribuzione
Il film doveva inizialmente essere distribuito nelle sale cinematografiche statunitensi il 25 dicembre 2019, ma la sua uscita fu poi spostata al 21 febbraio 2020 a seguito dell'uscita quasi contemporanea di Star Wars - L'ascesa di Skywalker. In Italia il film è stato distribuito a partire dal 20 febbraio, e la sua prima visione in chiaro è avvenuta il 30 novembre 2021 su Canale 5.

## Accoglienza

### Incassi
Il film, nel fine settimana di debutto, incassa più di 24 milioni di dollari negli Stati Uniti, due milioni in meno dalla vetta occupata da Sonic - Il film; in Italia, invece, la pellicola conquista il terzo posto della classifica con circa 680.000 euro di incasso. Globalmente arriva a 40 milioni nei primi tre giorni di programmazione. Nel weekend seguente occupa la terza posizione sia nella classifica del botteghino italiano sia in quella americana, rispettivamente con 260.000 euro e 12.3 milioni di dollari. Arriva ad un totale di 1.1 milioni di euro al terzo weekend di programmazione in Italia, mentre negli Stati Uniti, con altri 7 milioni di dollari, arriva ad un complessivo di 57.5 milioni. A fronte di un budget stimato tra i 125 ed i 150 milioni di dollari, al 9 marzo 2020 il film ne ha incassati globalmente circa 107.